# Association nationale des éditeurs de livres
L’Association nationale des éditeurs de livres (ANEL) regroupe une centaine de maisons d’édition en langue française situées principalement au Québec mais également en Ontario, au Manitoba et au Nouveau-Brunswick. Ses membres publient divers types d'ouvrages (roman, poésie, livre jeunesse, manuel scolaire, livre pratique, livre scientifique, etc.) en formats papier, numérique ou audio.
L'ANEL est membre de la Coalition pour la diversité des expressions culturelles.

## Bref historique

### La naissance de l’ANEL
L’Association nationale des éditeurs de livres, « communément appelée l’ANEL », est créée en 1992 à la suite de la fusion de l’Association des éditeurs canadiens (AEC) et de la Société des éditeurs de manuels scolaires du Québec (SEMSQ). L’ADE, créée en 1943, est la première association d’éditeurs québécois. La société des éditeurs de manuels scolaires (SEMSQ) est fondée en 1960. À ses débuts, l’ANEL comptait deux sections : Édition littéraire et Édition scolaire.

### 2003: modifications des statuts
En 2003, les membres de l’ANEL réunis en assemblée générale entérinent des modifications aux statuts et aux règlements de l’Association. Ainsi, l’ANEL compte une section supplémentaire. La section Édition générale vient désormais s’ajouter à la section Édition littéraire et à la section Édition scolaire, scientifique et technique.

### 2012: la refonte de l'Association
En 2012, lors d’une assemblée générale extraordinaire, les membres de l’ANEL entérinent de nouvelles modifications aux statuts et règlements de l’Association pour abolir les sections et adoptent un fonctionnement par comités statutaires.

## Composition de l'Association

### Les membres de l’ANEL
Peut devenir membre de l’ANEL, un éditeur de citoyenneté canadienne ou une personne immigrante reçue, domicilié au Canada. Au sens du règlement de la corporation, un éditeur de livres est une personne physique ou morale qui exerce une activité de publication et de diffusion de livres, et qui en assume la responsabilité éditoriale et financière. Le terme « livres » s’applique à toute publication sur support imprimé, électronique, audiovidéonumérique, audiovisuel ou sur une combinaison de support. N’est pas admissible comme membre un éditeur dont plus de 25 % des titres sont publiés à compte d’auteur.

#### Les catégories de membres
L’Association comprend quatre catégories de membres : 

##### a) les membres ordinaires
Le membre ordinaire doit exercer principalement une activité d’édition, de publication et de diffusion de livres, et en assumer la responsabilité éditoriale et financière. À l’exception des presses universitaires, le membre ordinaire doit appartenir à des intérêts privés. La maison d’édition doit être détenue et contrôlée de fait à 75 % ou plus par des citoyens canadiens ou par des immigrants reçus et avoir son siège social au Canada. Le membre ordinaire doit avoir à son catalogue au moins dix titres dont la majorité en langue française et il doit publier, chaque cycle de deux ans, au moins quatre livres en langue française. Le membre ordinaire a droit de vote aux assemblées générales et peut être élu ou coopté à un poste d’administrateur.

##### b) les membres associés
Le membre associé exerce une activité d’édition, de publication et de diffusion de livres et dont les activités d’édition se tiennent principalement au Canada. Il a droit de vote aux assemblées générales et peut être élu ou coopté à un poste au conseil d’administration.

##### c) les membres provisoires
Le membre provisoire doit avoir à son catalogue au moins quatre titres dont la majorité en langue française et il doit publier, chaque cycle de deux ans, au moins quatre livres en langue française. Il ne peut conserver le statut de membre provisoire plus de cinq ans. Après ce délai, il doit remplir les conditions pour devenir un membre ordinaire sans quoi il devra quitter l’Assocation. Le membre provisoire n’a pas droit de vote aux assemblées générales et ne peut être élu au conseil d’administration.

##### d) les membres honoraires
L’ANEL peut, lors d’une assemblée générale, sur recommandation du conseil d’administration, décerner le titre de membre honoraire à toute personne physique dont l’apport exceptionnel à la profession est reconnu. Le membre honoraire peut se voir confier des délégations et des mandats de représentation de la part du conseil d’administration.

### Le conseil d'administration
« Le conseil d’administration est constitué de onze administrateurs, de huit membres élus par l’assemblée générale et de trois (3) cooptés par le conseil. Les postes d’administrateurs, qu’ils soient élus ou cooptés, sont ouverts aux membres.»

### Les comités statutaires et autres comités et délégations
Les comités sont constitués par le conseil d’administration et comprennent au moins un administrateur de l’Association. Ils sont présidés par un membre ayant droit de vote nommé par le conseil d’administration.
Il existe deux catégories de comités du conseil : les comités statutaires, dont la liste est fixée dans le règlement général de l’Association, et les comités et délégations mandatés, dont les membres sont nommés  par le conseil pour répondre à des besoins ponctuels ou spécifiques,.

### Le personnel
L’Association nationale des éditeurs de livres compte une équipe d'une dizaine de personnes.

## La mission
La mission de l’ANEL « est de soutenir la croissance de l’industrie de l'édition et d'assurer le rayonnement du livre québécois et franco-canadien à l'échelle nationale et internationale. » Pour y parvenir, l’ANEL poursuit les objectifs suivants:
1. Soutenir le développement d’une édition nationale de langue française et en favoriser la promotion et la diffusion.
2. Étudier et défendre les intérêts tant généraux que politiques et économiques de ses membres.
3. Étudier toute question relative à la profession et diffuser l’information auprès de ses membres.
4. Contribuer à la promotion de la lecture et à l’utilisation du livre comme outil essentiel du développement de la personne.
5. Établir entre ses membres des rapports de confraternité.
6. Défendre la liberté d’expression et le droit d’auteur[1].

## Projets et orientations

### Droit d’auteur

#### La Journée mondiale du livre et du droit d’auteur (JMLDA)
En octobre 1995, l’UNESCO déclare le 23 avril comme la Journée mondiale du livre et du droit d'auteur. Depuis, l’ANEL coordonne l’organisation de cette journée au Québec et au Canada français lors de laquelle plus d’une centaine d’activités gratuites sont proposées. Dix-huit partenaires de la chaîne du livre collaborent aux préparatifs de cette journée. « Tous les acteurs de la chaîne du livre se mettent en branle, avec le désir de célébrer cette date symbolique comme il se doit. Bibliothèques, maisons d’édition, librairies, collèges, bars, etc., une pluralité de lieux sera investie pour devenir le théâtre de conférences, de jeux, d’activités en tout genre à l’occasion de cette belle fête internationale ».

#### COPIBEC
En 1997, l’ANEL et l’Union des écrivaines et des écrivains québécois (UNEQ) créent COPIBEC, la Société québécoise de gestion collective des droits de reproduction, afin d’assurer l’utilisation des œuvres dans le respect des droits de leurs créateurs.

#### Le lexique sur le contrat d'édition
En 2017, l’ANEL et l’UNEQ créent un lexique sur des termes usuels des contrats d’édition et reddition de comptes.

#### L’ANEL toujours à la défense du droit d’auteur
« L’Association défend systématiquement le droit d’auteur dans le cadre d’ententes collectives concernant la reprographie d’ouvrages imprimés, à l’occasion de la révision de la Loi canadienne sur le droit d’auteur et à l’échelle des conventions internationales touchant la propriété intellectuelle ».

### Le numérique

#### L’agrégateur ANEL- De Marque
L’ANEL et la firme De Marque lancent en 2008 l’agrégateur ANEL-De Marque, plus connu sous l’appellation Entrepôt numérique, « un espace virtuel d’entreposage et de gestion de contenus numériques simples hébergé au Québec. Il permet aux éditeurs de déposer les fichiers correspondant aux ouvrages publiés au Québec et au Canada, et de les rendre accessibles sur Internet. Il offre des services de promotion et de commercialisation, dont les plus connus sont le feuilletage et la vente dans des librairies en ligne ».
Le site de la vitrine de l'Entrepôt numérique permet au grand public de visualiser l’ensemble des publications versées dans l'agrégateur et de trouver la liste des éditeurs québécois et franco-canadiens qui y figurent. Le site permet également de repérer les librairies et autres points de vente qui proposent la vente de ces ouvrages en format numérique (epub et PDF) et souvent en format papier.

#### Prêt de livres en bibliothèque
L’ANEL, en collaboration avec les bibliothèques publiques et l’ensemble du milieu du livre, met en place le modèle de prêt numérique,. L’Association a joué un rôle central pour rendre disponible la littérature québécoise et franco-canadienne aux usagers. La plateforme PRETNUMERIQUE.CA est lancée en décembre 2011 en partenariat avec la firme De Marque. En 2012, BIBLIOPRESTO.CA, un organisme à but non-lucratif dont le mandat consiste entre autres à administrer, à développer et à promouvoir la plateforme PRETNUMERIQUE.CA. Par la suite, l’ANEL crée la Société de gestion de l’ANEL (SOGANEL), en 2013 pour administrer les licences et définir un cadre juridique. Depuis le début du projet, ce sont plus de 6 millions de prêts qui ont été effectués et le service est maintenant offert dans 140 établissements.

### Le perfectionnement professionnel
Chaque année, l’ANEL propose un programme de perfectionnement professionnel en lien avec les enjeux des éditeurs et s’adressant à ces derniers de même qu’ « à tous les intervenants du milieu du livre. L’objectif est de leur offrir les outils nécessaires afin de leur permettre de faire face aux défis qu’ils ont à relever quotidiennement ». Depuis quelques années, le perfectionnement professionnel de l’ANEL propose un service-conseil personnalisé permettant aux éditeurs ayant une question précise de recevoir des conseils d’éditeurs d’expérience ou d’un expert .

### L'impression à la demande
« L’Association nationale des éditeurs de livres développe une stratégie commerciale pour l’export des titres québécois et franco-canadiens ». Depuis 2016, l’ANEL œuvre à la mise en place d'un projet d'impression à la demande pour accompagner les éditeurs québécois et franco-canadiens à développer et à adopter cette stratégie commerciale principalement pour les marchés étrangers, mais également pour le marché national. Dans ce cas-ci, l’impression à la demande est un outil efficace de diffusion et de commercialisation qui permet d’accroître la visibilité des maisons d’édition francophones canadiennes dans le territoire français. Grâce à ce partenariat, l’ANEL explore une nouvelle méthode qui offre une réduction des coûts de transports, de stockage et un nouveau rapport entre l'œuvre et le lecteur. L’objectif est de proposer un catalogue de 1000 titres pour le territoire français . Le projet est rendu possible grâce au soutien du Fonds du livre du Canada.

### Le développement international

#### Québec Édition
En 1986, l’ADE fonde le Comité d’éditeurs pour les salons et foires à l’étranger qui deviendra plus tard le comité Québec Édition.
La mission de ce comité est le « rayonnement international de l’édition québécoise et canadienne de langue française». Québec Édition organise des stands collectifs d’éditeurs dans près d'une dizaine de salons et foires d’envergure internationale tel que la Foire du livre de Francfort (Allemagne), Livre Paris (France), la Foire du livre de Bruxelles (Belgique), le Salon du livre de Genève (Suisse), le Salon du livre et de la presse jeunesse en Seine-Saint-Denis (SLPJ) (France).
De plus, le comité Québec Édition organise chaque année des missions commerciales à l’étranger, de même que des projets d’exploration visant à « favoriser le maillage entre auteurs, libraires et éditeurs » francophones du Québec et du Canada et d’ailleurs dans le monde, comme les Rencontres québécoises en Haïti, en 2013 .
À l’automne 2014, Québec Édition lance un programme de fellowship Rendez-vous permettant d’inviter une dizaine d’éditeurs étrangers lors du Salon du livre de Montréal. Ce programme connait un vif succès. À chaque édition, près d’une centaine d’éditeurs de tous les pays présentent leur candidature. En 2017, ce programme s’est élargi en accueillant également des traducteurs ainsi que des libraires francophones.
Québec Édition réalise aussi des projets d’envergure comme le Québec à l’honneur au Salon du livre de Paris (1999), à la Foire du livre de Guadalajara (2003), au salon Liber de Barcelone (2008), à la Foire du livre de Bruxelles (2015), à la Fête de la BD de Bruxelles (2016), au Salon du livre de Genève (2017) et au Marché de la poésie de Paris (2018).

#### Exportation Maghreb, Moyen-Orient et Afrique
Depuis 2014, l’ANEL organise des missions commerciales dans plusieurs pays du Maghreb, de l’Afrique et du Moyen-Orient dans le but d’y promouvoir les livres québécois et canadiens-français et de favoriser des liens commerciaux avec ces pays.
La première mission du dossier Exportation Maghreb, Moyen-Orient et Afrique s’est déroulée au Maroc à l’automne 2014. L'ANEL y organise alors deux expositions de livres québécois et franco-canandiens, la première à la Bibliothèque nationale du Royaume du Maroc à Rabat et la seconde à la Bibliothèque universitaire Mohamed Sekkat à Casablanca ,. Depuis  2015, l’ANEL prend part à différents salons et foires du livre avec des partenaires commerciaux dans les pays ciblés, soit  le Salon du livre francophone de Beyrouth (Liban), le Salon international du livre d’Alger (Algérie), la Foire internationale du livre de Tunis (ar) (Tunisie) et le Salon international de l’édition et du livre de Casablanca (SIEL).
Toutes ces activités ont permis de tisser des liens avec « des distributeurs de façon régulière ».

#### Cananda FBM2020
Créé conjointement par l’ANEL et l'Association of Canadian Publishers (ACP), Canada FBM2020 est un OSBL dont le mandat est de préparer la présence d'honneur du Canada à la Foire du livre de Francfort en 2020.

### Les prix littéraires des enseignants de français (prix AQPF-ANEL)
Les prix AQPF-ANEL sont créés en 2008 conjointement par l’ANEL et l’Association québécoise des professeurs de français (AQPF). « Ils visent à promouvoir la littérature québécoise et canadienne de langue française auprès des enseignants de français du Québec, à stimuler leur intérêt pour ces œuvres et à les faire connaître et apprécier par leurs élèves.» Nommés aujourd’hui « Prix littéraires des enseignants de français », ces prix sont remis chaque automne lors du congrès de l’AQPF. Cinq prix sont décernés à un auteur et son éditeur ,.

### La promotion

#### La BTLF
En 1996, l’ANEL et l’Association des libraires du Québec (ALQ), avec le soutien de la SODEC, créent la Société de gestion de la Banque de titres de langue française (BTLF) dont la mission est de contribuer à l’amélioration de la commercialisation des produits de l’édition en langue française. « Pensée par et pour les intervenants de cette industrie, la Société de gestion de la BTLF est à leur service. En effet, c’est dans sa base de données (la BTLF) que les libraires, les bibliothécaires et les documentalistes viennent chercher les informations nécessaires à leur travail. Les éditeurs, grâce à elle, bénéficient d’une visibilité accrue sur le réseau des réseaux. Quant aux distributeurs, la BTLF constitue pour eux non seulement un outil de diffusion de leurs produits mais aussi un lien privilégié, rapide et efficace pour joindre leur clientèle ».

#### Le Pavillon de la poésie
En 2015, l’ANEL présente le premier « Pavillon de la poésie » au Salon du livre de Rimouski dans le but de valoriser ce genre littéraire auprès du grand public. Plusieurs animations interactives avec des poètes y sont proposées. Le Pavillon est depuis en tournée dans plusieurs salons du livre Québec.

#### Collections. La revue du livre d’ici
Lors du Salon du livre de Montréal 2013, l’ANEL lance la revue Collections consacrée aux livres québécois et franco-canadiens en collaboration avec l’Association des bibliothèques publiques du Québec (ABPQ) et le réseau BIBLIO du Québec. La revue est disponible en format papier ainsi qu’en format numérique  sur le site de l'ANEL et sur le site revuecollections.com. Publiée cinq fois par année, quatre numéros pour le Québec et un pour la France, la revue est l’initiative de l’ANEL et relève également d’une collaboration avec l’Association des bibliothèques publiques du Québec (ABPQ) et du réseau BIBLIO du Québec. La revue est d’abord destinée aux bibliothécaires et aux libraires du Québec afin de valoriser les livres d’ici et est un outil de référence. « Grâce à cette collaboration, la revue est expédiée gratuitement à l’ensemble des bibliothèques membres de ces deux regroupements, de même qu’aux librairies agréées ». Publiée cinq fois par année, la revue consacre un numéro pour les professionnels européens.

#### Livre-toi: concours bouktube
Créé en 2017, « Livre-toi : concours booktube » promeut la littérature jeunesse québécoise et franco-canadienne auprès des adolescents et des jeunes adultes âgés de 12 à 17 ans.
Pour gagner, les participants doivent réaliser une courte vidéo dans laquelle ils présentent à la manière des booktubeurs un livre québécois ou franco-canadien de leur choix .

## Soutien financier
L’ANEL est un organisme à but non lucratif (OBNL) subventionné par la Société de développement des entreprises culturelles (SODEC), le Fonds du livre du Canada et le Conseil des arts du Canada.
Les activités de Québec Édition sont principalement soutenues par la SODEC. Le Fonds du livre du Canada et le Conseil des arts du Canada participent également au soutien financier du comité. En plus de ces partenaires, pour le programme Rendez-vous, Québec Édition est fier partenaire de la Ville de Montréal et reconnaît l’appui du gouvernement du Québec. Québec Édition compte aussi sur l’appui des différentes délégations du Québec et ambassades du Canada à travers le monde.